# Xã Garnes, Quận Red Lake, Minnesota
Xã Garnes (tiếng Anh: Garnes Township) là một xã thuộc quận Red Lake, tiểu bang Minnesota, Hoa Kỳ. Năm 2010, dân số của xã này là 190 người.